# Villa Jaragua
Villa Jaragua je  mesto in občina v provinci Baoruco v jugozahodni Dominikanski republiki ob jezeru  Enriquillo, največjem jezeru Karibskega otočja. 
Pred diktaturo Rafaela Trujilla je bilo znano kot Barbacoa, nato pa ga je diktator v čast svojemu očetu preimenoval v Villa Trujillo Valdéz. Leta 1961 je dobilo današnje ime. 